# 3x3 Ulls
3x3 Ulls (サザンアイズ, Sazan Eyes)) és un manga creat per Yuzo Takada i és la seva obra més reconeguda. Es va començar a publicar el 1987 a la revista Young Magazine, es va acabar el 2002 i es va recopilar en 40 volums. El títol 3x3 Eyes, en anglès, és el qual té en la versió original.
3x3 Ulls narra les aventures de Yakumo Fujii, un estudiant japonès a qui Pai, l'última supervivent d'una raça de persones immortals amb tres ulls, converteix en el seu servent immortal per salvar-li la vida. Tots dos comencen la recerca d'un objecte màgic que els permeti convertir-se en humans normals i corrents.
Planeta deAgostini va publicar-ne parcialment la versió castellana entre els anys 1993 i 1999. Després de publicar els vuit primers números, va desplaçar la sèrie a la revista Shonen Mangazine i, quan aquesta va deixar d'editar-se, va publicar-ne 39 números més. La sèrie va ser cancel·lada i va quedar inacabada.
Es va adaptar en dues sèries d'OVA, editades el 1991 i el 1995. Eren relativament curtes, només quatre episodis de mitja hora, i tres més de tres quarts d'hora. La història només adapta fins al cinquè volum del còmic. Manga Video va treure'n una versió doblada al castellà i TVC les va emetre en català en el programa Manga!